# Silvanus (god)

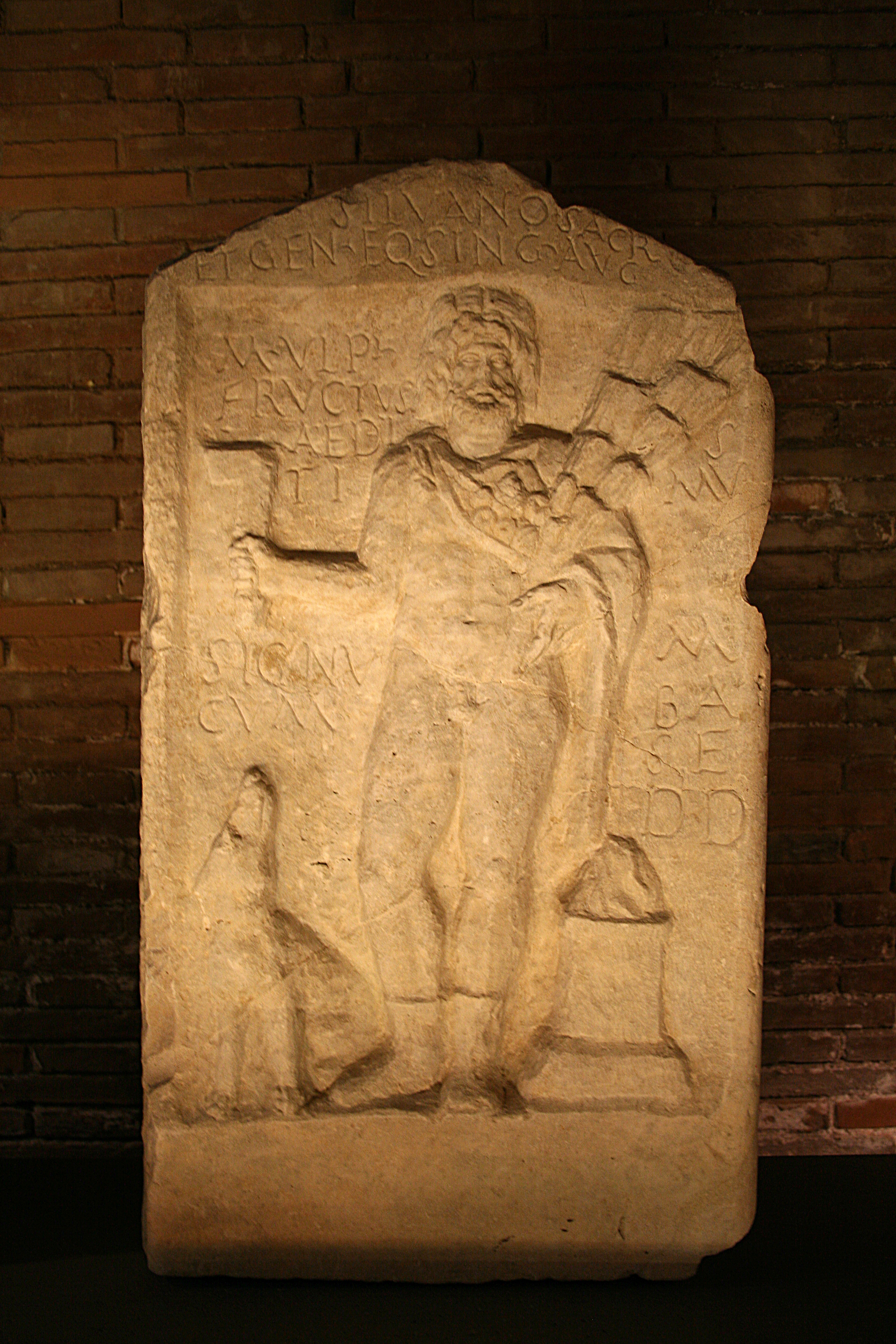
Silvanus (reliëf uit Rome).

Silvanus was een Romeinse godheid van de bossen, zoals zijn naam al aanduidt.
Silvanus was een genius loci die waarschijnlijk de kenmerken van de Etruskische Selvans had overgenomen. Hij werd meestal afgebeeld als een bejaarde man met een ruw en boers uiterlijk. In zijn hand droeg hij als knots een pijnboom, die hij met wortel en al uit de grond heeft gerukt. Soms werd hij ook wel voorgesteld als een tuinman.
Aan de ene kant was hij evenals Faunus een goede god, maar soms ook een spokende demon, die uit het woud zijn schrikwekkend geschreeuw deed horen en vooral voor de kraamvrouwen te vrezen is. (Zie Deverra.) Maar zijn werkzaamheid beperkte zich niet tot de bossen. Ook de velden en het vee stond onder zijn bescherming en hij weerde de wolven af.
De verering van Silvanus berustte op een soort van gemeenzame betrekking, die er geacht werd tussen hem en het landvolk, de herders en de jagers, te bestaan. Dat de god van de bossen een god van de kudden werd is niet zo vreemd, omdat de kudden meestal in de bossen werden geweid. Maar de betekenis van Silvanus heeft zich over nog wijdere kring uitgebreid. Hij werd de god van de grenzen en de grenspalen tussen de verschillende bossen en akkers stonden onder zijn bewaking. De Romeinse landmeters (agrimensores) schrijven in de regelen voor het landmeten, die zij opgesteld hebben, de verering van Silvanus voor uit een drievoudig oogpunt: 1) als domesticus, de bewaker van huis en hof; 2) als agrestis, aan wiens hoede herders en kudden zijn toevertrouwd; 3) als orientalis, d.i. als grensgod in de engere zin van het woord, die men op de plaats, die de scheiding tussen verschillende eigendommen uitmaakte, een eigen bos wijdde. Toen de Romeinen na een slag met de Etrusken, die hadden getracht koning Tarquinius Superbus op de troon te herstellen, er over twistten, wie de overwinning had behaald, liet Silvanus als grensgod zijn stem door het woud weerklinken en schreef de overwinning aan de Romeinen toe.

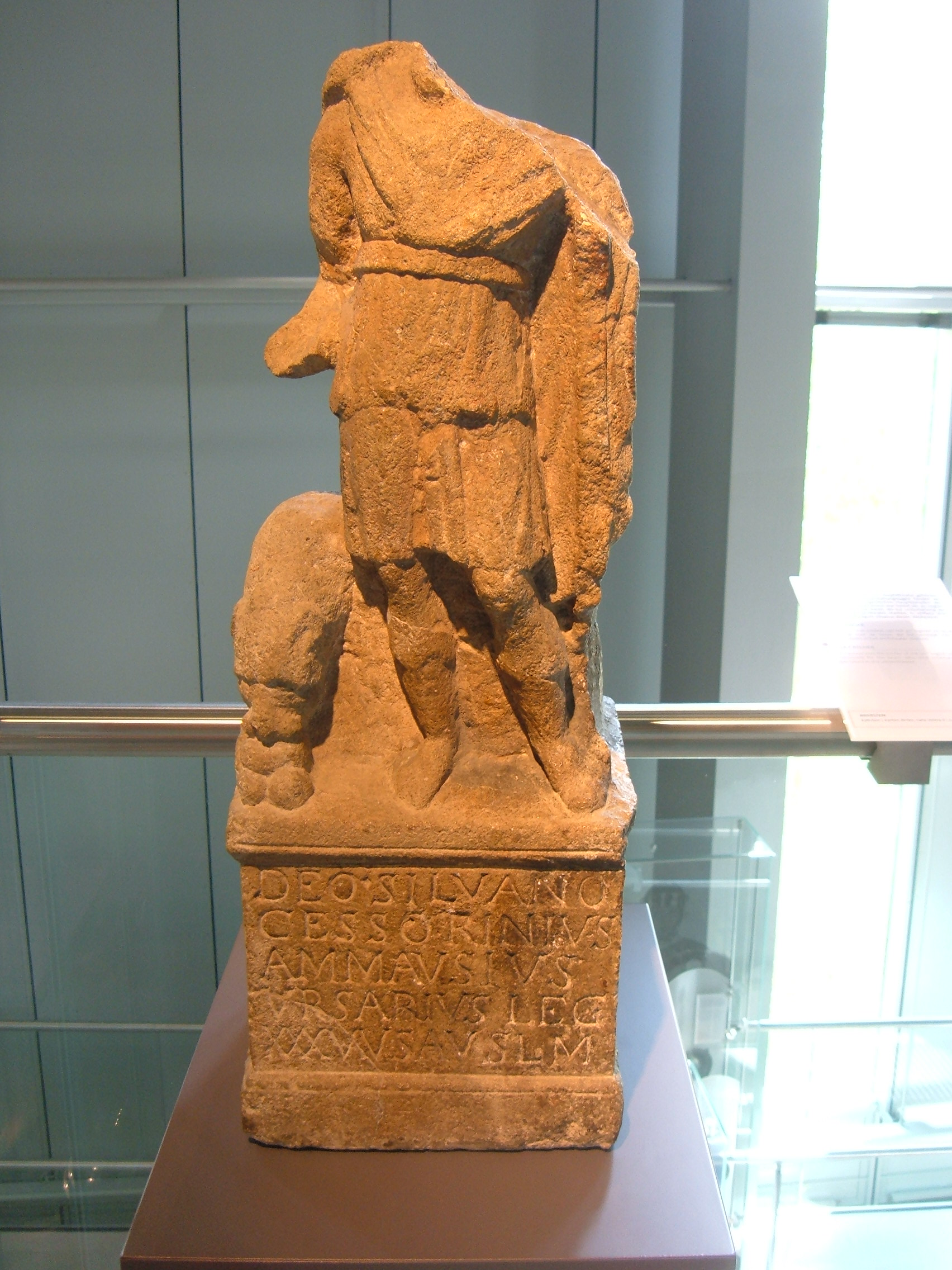
Votiefbeeld, gewijd aan Silvanus door de ursarius (berenvanger) van Legio XXX Ulpia Victrix, Archeologisch Park Xanten

De bossen bleven echter steeds het terrein waar hij thuis hoorde. Vandaar dat men hem dikwijls met Pan verwisselde en beide met gelijksoortige wezens, Silvanen genoemd, omgaf. Ook in Rome zelf werd hij als bosgod vereerd. Daar waren hem vooral de parken en tuinen van de keizers en de rijke Romeinen geheiligd.
Bij het landvolk genoot hij algemene verering, en men bracht hem zeer dikwijls offers, vooral om het gedijen van de kudden te bevorderen. Ook slachtte men zwijnen, de vernielers van de veldvruchten, ter ere van Silvanus. In De Agricultura van Cato maior wordt een offer aan Mars Silvanus beschreven, om de gezondheid van het vee te verzekeren.